# Chouani
Chouani är en ort i Komorerna.   Den ligger i distriktet Grande Comore, i den västra delen av landet, 13 km söder om huvudstaden Moroni. Chouani ligger 51 meter över havet och antalet invånare är 1 723.
Terrängen runt Chouani är varierad. Havet är nära Chouani åt sydväst. Runt Chouani är det tätbefolkat, med 411 invånare per kvadratkilometer. Närmaste större samhälle är Moroni, 13,4 km norr om Chouani. I omgivningarna runt Chouani växer i huvudsak städsegrön lövskog.